# Campo Baixo
Campo Baixo (Crioulo cabo-verdiano, ALUPEC: Kanpu Baxu)  é uma vila na ilha do Brava, Cabo Verde.

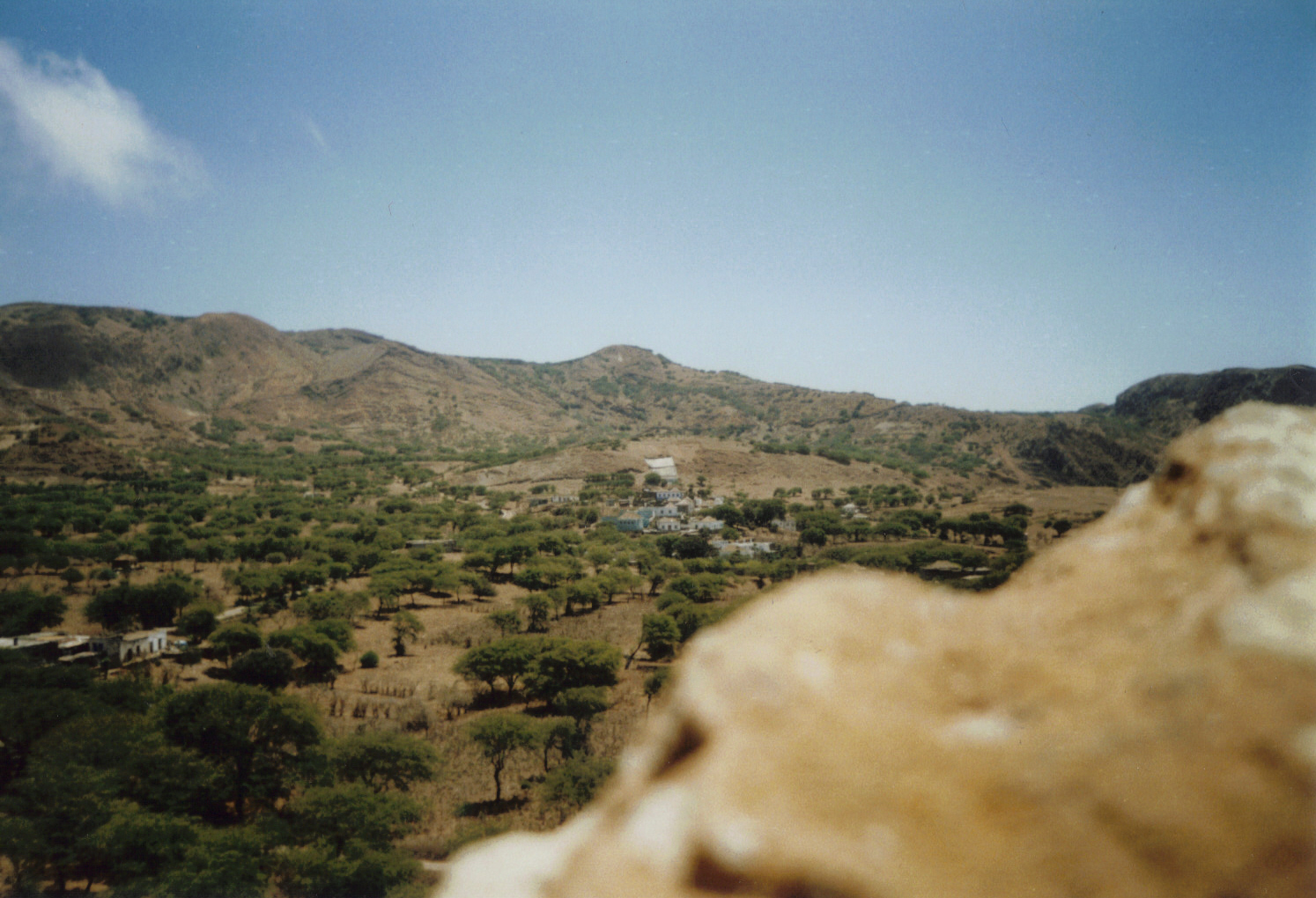
Vista geral da aldeia..

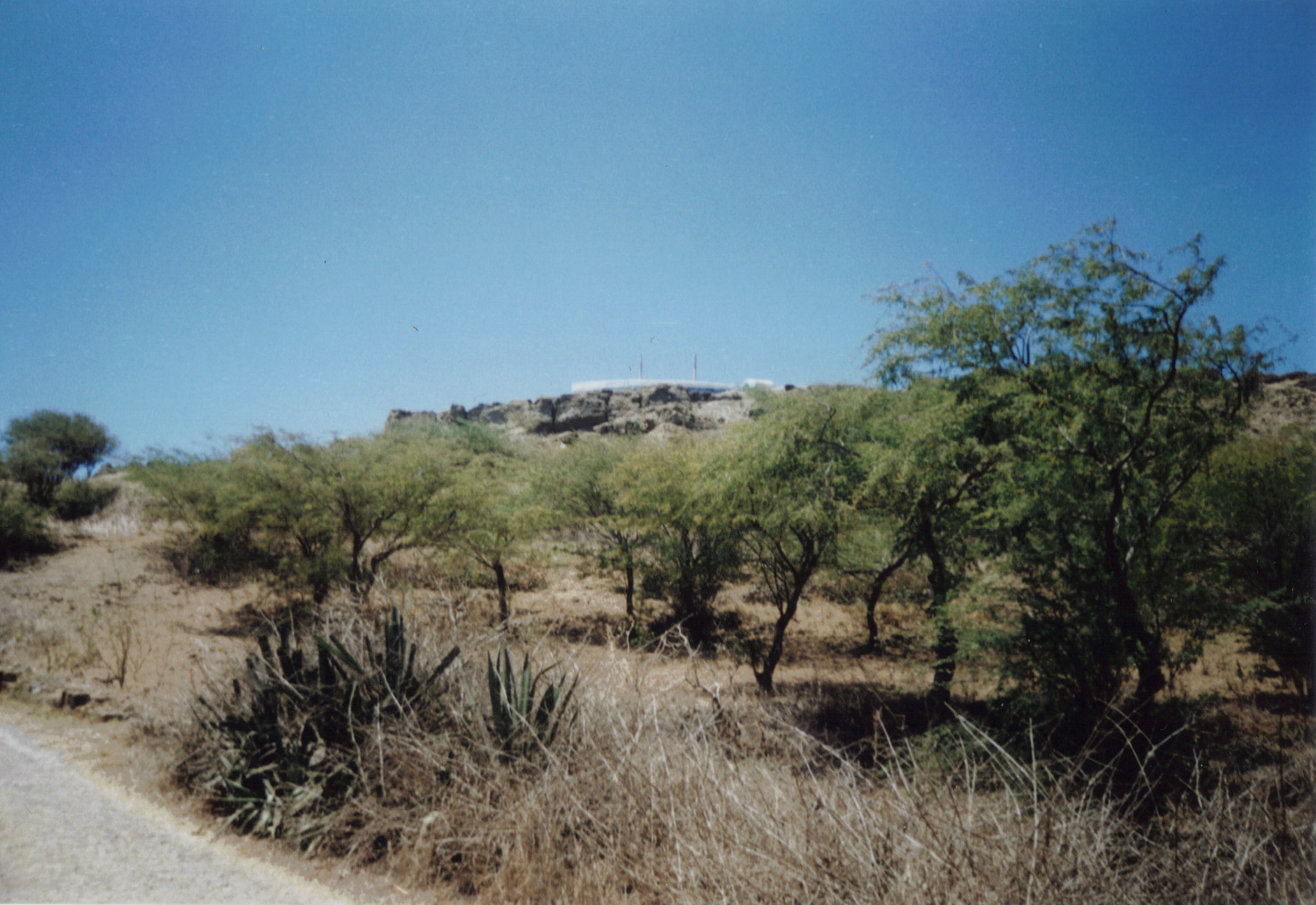
Vista à capela.

## Vilas próximos
- Nova Sintra do Monte - nordeste
- Tantum - sul